# دينيس لستر أندرسون
دينيس أندرسون (ولد في 16 أغسطس 1949) و هو سياسي سابق على مستوى المقاطعة من ألبرتا ، كندا .قضى دينيس أندرسون حياته في العمل على تحسين حياة الكنديين والناس في جميع أنحاء العالم. و في السابعة عشر من العمر، قام دنيس بارتياد كلية روكديل في تورونتو قام بإنشاء مركز روشديل للأزمات الدوائية. واستمر في الدعوة إلى الصحة النفسية منذ ذلك الحين. بعد روشديل، قضى عدة سنوات في مجال وسائل الإعلام ، واستضافة البرامج الإذاعية الأسبوعية حول الشؤون السياسية الحالية..

## السيرة السياسية
ولد اندرسون في ادمونتون، رشح اندرسون نفسه كمرشح محافظ تقدمي في الانتخابات العامة في ألبرتا عام 1979. فاز في الحملة الانتخابية في كالغاري كوري هازماً بذلك ثلاثة مرشحين آخرين ووضعهم على الهامش بكل سهولة. أعيد انتخابه لولايته الثانية في الانتخابات العامة في ألبرتا عام 1982 محرزاً حصة أكبر بكثير من الأصوات الشعبية. ترشح أندرسون لولاية ثالثة في الانتخابات العامة في ألبرتا عام 1986 . وفاز في الانتخابات هازماً بذلك ثلاثة مرشحين آخرين بسهولة، ولكن نصيبه في التصويت انخفض إلى حد كبير.
بعد الانتخابات عين رئيس الوزراء دون جيتي أندرسون كوزير للثقافة والتعددية الثقافية وقضايا المرأة. وقد شغل هذا المنصب حتى عام 1987، عندما انتقل إلى منصب وزارة شؤون البلدية والإسكان. ترشح اندرسون لولايته الرابعة والأخيرة في الانتخابات العامة في ألبرتا عام 1989 . وفاز في الانتخابات التي هزمت اثنين من المرشحين الآخرين بكل سهولة. بعد الانتخابات تم تعيينه وزيرا للشؤون الاستهلاكية والشركات، واحتفظ بهذا المنصب حتى أصبح رالف كلين رئيسا لمجلس الوزراء في عام 1992. كما شغل منصب نائب رئيس مجلس النواب، وكان القائد الرئيسي للجان التشريعية في ألبرتا المشرفة على دستور كندا ومجلس الشيوخ للإصلاح. تقاعد أندرسون من خلال حل الهيئة التشريعية في ألبرتا في عام 1993.

## الحياة المتأخرة
بعد أن ترك منصبه السياسي، عمل السيد أندرسون في روسيا لمساعدة المدن في تطوير النظم الديمقراطية؛ كعمله في البيرو لنشر العدل وحماية حقوق الفرد، مرتين في أوكرانيا من أجل مراقبة الانتخابات، وفي الهند من أجل تقديم المشورة بشأن الصحة النفسية، شغل منصب القنصل الفخري منذ عام 2000، والآن القنصل العام لتايلاند، وكمسؤول عن ألبرتا ، ساسكاتشوان و مانيتوبا . وهو قائد الفيل الأبيض ( في تايلند )، تلقى أيضا ميدالية الرفيق ( تايلند ).
عمل السيد أندرسون كرئيسٍ للجمعية الكندية للصحة العقلية في ألبرتا وعلى السلطة التنفيذية الوطنية. وكان أيضاً مديراً للجنة الصحة النفسية في كندا. وقد عمل بلا كلل مع منظمات أخرى للدفاع عن الصحة النفسية، بما في ذلك تأمين الدخل لذوي الاحتياجات الخاصة الشديدة ( إيه آي إس أتش ) الذي يدعم توفير المساعدات المالية والصحية للأشخاص المحتاجين من ذوي الاحتياجات الخاصة في ألبرتا. وبصفته مفوضاً للجنة شرطة ادمونتون في الفترة الممتدة بين 2006-2012، ورئيسا لجميع لجان الشرطة في ألبرتا، بدأ بإنشاء تدريب على الصحة النفسية للشرطة.
وبصفته الرئيس المؤسس لتحالف ألبرتا للأمراض والصحة النفسية، قام السيد أندرسون بتوحيد ستة عشر منظمة في إدارة الصحة النفسية. وقد كان مستشارا للمنظمات بما في ذلك قسم الطب النفسي في جامعة ألبرتا، وكان الرئيس المؤسس لدائرة الحاكم للصحة النفسية والإدمان ، وأنشأ مشروع تشيمو لتوفير العلاج بمساعدة الحيوانات للأشخاص الذين يعانون من مرض نفسي.

## الجوائز والتكريمات
حصل على جائزة البطل لريادة مشروع تشيمو وكذلك أفضل جائزة غربية لأفضل برنامج إذاعي، بعنوان الشباب في ورطة . كما حصل على جائزة سي.إم. هينكس من الرابطة الكندية للصحة النفسية، كما حصل على وسام ألبرتا المئوي، وسام الملكة اليوبيل الماسي، و 125 ميدالية تذكارية بالإضافة إلى وسام كندا الريادي للمتطوعين.

## الرؤى المستقبلية
يخطط السيد أندرسون حاليا للعمل مع الحكومات والمستشفيات والوكالات الأخرى في إنشاء برنامج يستخدم الحيوانات لتعزيز صحة نفسية أفضل. وانضم مؤخرا إلى مجلس المعهد الملكي لبحوث الصحة النفسية في أوتاوا .
دينيس أندرسون سوف يحصل على دكتوراه فخرية في القانون من جامعة ألبرتا في عام 2017.

## الروابط الخارجية
- قائمة أعضاء الجمعية التشريعية في ألبرتا

| سبقه فريد بيكوك | كالغاري كوري 1979-1993 | تبعه جوسلين بورغنر |